# UFC Fight Night: Swanson vs. Ortega
UFC Fight Night: Swanson vs. Ortega (também conhecido como UFC Fight Night 123) foi um evento de artes marciais mistas (MMA) produzido pelo Ultimate Fighting Championship, realizado no dia 9 de dezembro de 2017, na Save Mart Center, em Fresno, Califórnia.

## Background
Enquanto o UFC recebeu muitos eventos no Norte da Califórnia, este marcará a primeira visita da promoção à Fresno. O extinto Strikeforce, também pertencente à Zuffa, já realizou cinco eventos em Fresno, sendo o último em Outubro de 2010.
Uma luta no peso-pena entre Cub Swanson e Brian Ortega servirá como a principal do evento.

## Bônus da Noite
- Luta da Noite:  Brian Ortega vs.  Cub Swanson
- Performance da Noite:  Brian Ortega e  Marlon Moraes